# Liste der Monuments historiques in Keffenach
Die Liste der Monuments historiques in Keffenach führt die Monuments historiques in der französischen Gemeinde Keffenach auf.

## Liste der Objekte
| Bezeichnung           | Beschreibung | Standort                              | Kennzeichnung | Schutzstatus | Datum | Bild |
| --------------------- | ------------ | ------------------------------------- | ------------- | ------------ | ----- | ---- |
| Oblatendose           | Zinn, 1739   | in der protestantischen Kirche (Lage) | PM67001847    | Classé       | 2012  |      |
| Taufkanne- und Schale | Zinn, 1739   | in der protestantischen Kirche (Lage) | PM67001846    | Classé       | 2012  |      |